# Gare de Marchiennes
Ne pas confondre avec les gares de Marchienne-au-Pont (Belgique) : Gare de Marchienne-au-Pont, Gare de Marchienne-Est et Gare de Marchienne-Zone.
La gare de Marchiennes était une gare ferroviaire française de la ligne de Somain à Halluin située sur la commune de Marchiennes dans le département du Nord en région Hauts-de-France.
Elle est mise en service en 1874 par la Compagnie des chemins de fer du Nord-Est avant d'être exploitée puis reprise par la Compagnie des chemins de fer du Nord. Elle est définitivement fermée en 1950 par la Société nationale des chemins de fer français (SNCF) lors de l'arrêt de l'exploitation de la section de Somain à Orchies.

## Situation ferroviaire
Établie à 18 mètres d'altitude, la gare de Marchiennes était située au point kilométrique (PK) 237,900 de la ligne de Somain à Halluin, entre les gares de Fenain (fermée) et de Beuvry-les-Orchies (fermée). S'intercalait avec Fenain, la gare de Wandignies-Hamage (garage fermé).

## Histoire
La Compagnie des chemins de fer du Nord-Est a présenté le projet détaillé de la station de Marchiennes, située sur la section de Somain à Orchies de sa concession de Somain à Tourcoing, il est approuvé le 6 octobre 1873 par décision ministérielle.